# Niki Belucci
 (décembre 2013).
Si vous disposez d'ouvrages ou d'articles de référence ou si vous connaissez des sites web de qualité traitant du thème abordé ici, merci de compléter l'article en donnant les références utiles à sa vérifiabilité et en les liant à la section « Notes et références ».
Pour l’article ayant un titre homophone, voir Bellucci.
Ne doit pas être confondu avec Nikita Bellucci.
Niki Belucci, de son vrai nom Pósán Nikolett (née le 10 mars 1983), est une DJette hongroise. Après un court passage dans le milieu de la pornographie, elle rencontre le succès dans le DJ-ing ; elle est notamment l'auteure de la chanson Get Up.

## Biographie
Elle commence à se faire connaître en tant que gymnaste de haut niveau, mais sa réussite dans ce milieu dure peu de temps. En effet, à l'âge de quinze ans, elle stoppe la pratique de cette discipline à la suite de sérieuses blessures. Elle a tout de même réussi à obtenir des médailles. 
Elle finit quelques années plus tard ses études dans une école secondaire d'industrie des restaurants et cafés. Après celles-ci, elle travaille deux mois dans le milieu avant de rejoindre une boutique de lingerie où elle travaille comme vendeuse. Peu de temps après, elle reçoit des propositions de photographies érotiques qui la conduisent dans le milieu de la pornographie en tant qu'actrice. Elle passe six mois dans ce milieu quand à l'âge de 19 ans, en 2003. Cette année-là, lors des AVN Award — récompenses de l'industrie pornographique — alors qu'elle est nommée dans deux catégories (« Meilleure actrice étrangère » et « Meilleure scène d'une production étrangère), elle annonce qu'elle quitte l'industrie pornographique pour se lancer dans sa passion : le DJ-ing. À cette époque, elle passe déjà dans des petits clubs pour mixer, mais à partir de l'automne 2003, elle démarre sa vie de DJette. Elle arrive à faire un an plus tard 160 passages dans des clubs de Hongrie et des pays voisins. 
Deux ans après, Niki se voit offrir une opportunité : elle reçoit une proposition de Unlimited Sounds, maison de production de D.O.N.S. et de Jerry Ropero, qui lui propose de faire un single et un album international. 
Depuis, elle se produit en grande partie à l'étranger, notamment en France et en Allemagne. Elle est également connue dans le milieu en tant que DJ-ette topless (seins nus).
Elle a également participé à un téléfilm hongrois nommé Taxid, dans lequel elle incarnait le rôle principal, un chauffeur de taxi fou qui conduisait des personnes suspectes dans différents endroits de Budapest.
En France, actuellement[Quand ?], elle mixe chaque deuxième samedi du mois sur FG DJ Radio.
Le 8 mars 2012, elle préside le jury du DeejayGirls Contest, premier concours de DJettes, aux côtés d'Oriska, Karine Lima et Audrey Valorzi, au Cab à Paris.

## Discographie
1. 2004 : 1234, maxi single (avec clip), Mima Music
2. 2004 : 1234, album, Mima Music
3. 2006 : Blue dawn, single (avec clip), Vadwirag Production
4. 2008 : Get up!, Unlimited Sounds-CLS Music
5. 2008 : first mix compilation of Niki, Unlimited Sounds&CLS Music

## Filmographie
1. The Private Story of Lucy Love (2005) (V)
2. Private Black Label 34: Victoria's Wet Secrets (2004) (V)
3. Alexandra (2004) (V)
4. The Best by Private 63: Tattoo'd Ladies (2004) (V)
5. P.O.V.: Up Close and Personal (2003) (V)
6. Pirate Fetish Machine: Fetish Recall - Fact or Friction? (2003) (V)
7. Private Gold 60: Private Eye (2003) (V)
8. Private X-treme 7: Body Shock (2003) (V)
9. The Best by Private 52: I Want to Fuck You... Onboard (2003) (V)
10. Blowjob Fantasies 17 (2003) (V)
11. L'Éducation de Claire (2003) (V)
12. Garden of Seduction (2003) (V)
13. Legal Skin 10 (2003) (V)
14. Sacro e profano (2003) (V)
15. The Voyeur 26 (2003) (V)
16. The Voyeur 27 (2003) (V)
17. Legal Skin 6 (2002) (V)
18. Napoli decadente (2002) (V)
19. North Pole #37 (2002) (V)
20. Two in the Seat 2 (2002) (V)

## Pour aller plus loin